# Cantón de Puriscal
Puriscal es el cuarto cantón de la provincia de San José de Costa Rica. Su capital o cabecera es la ciudad de Santiago.
En el cantón de Puriscal se encuentran varios patrimonios históricos nacionales, tales como el Templo de Barbacoas, el Templo de Pedernal y el icónico Antiguo Templo Católico de Puriscal, decretado como Patrimonio histórico arquitectónico de Costa Rica. Otro monumento emblemático es El Sapo, que está situado en el parque del Agricultor de Puriscal.

## Toponimia
El nombre del cantón proviene de la evolución de la palabra "purisco", la que se refiere al momento en el que el frijol está en flor, por lo tanto Puriscal viene a significar abundancia de frijoles en flor.

## Historia

### Periodo precolombino
En la época precolombina, el territorio que actualmente corresponde al cantón de Puriscal estuvo habitado por indígenas huetares, que se encontraban distribuidos en diversos reinos. La mayor parte del cantón se encontraba dentro del Reino de Pacaca, que al momento de la conquista era gobernado por el rey Coquiva. Existían otros dos cacicazgos de importancia en territorio de Puriscal: el cacicazgo de Puririse o Puririsí, ubicado donde se encuentra actualmente el centro de la ciudad, y el cacicazgo de Chucasque, que actualmente corresponde a la zona de Chucas de Puriscal. Estos dos cacicazgos eran, a su vez, parte del Señorío de Garabito o Reino Huetar de Occidente. Testimonio de ese hecho son los múltiples hallazgos arqueológicos, principalmente en las localidades actuales de ciudad de Santiago y Mercedes Sur de Barbacoas, las cuales fueron grandes cementerios nativos. Los aborígenes que residían en el lugar eran de espíritu belicoso, y mantenían constantes luchas con sus vecinos de la tribu del cacique Aczarri. Tanto Garabito como un hermano de Coquiva, el príncipe Quizarco, fueron importantes líderes de la resistencia indígena durante la conquista española.
Desde antes de la llegada de los españoles, Puriscal fue una encrucijada importante. Prueba de ello es que fue lugar de paso de los indígenas que venían del noroeste e iban al suroeste del presente territorio nacional.

### Colonia
El conquistador español Juan de Cavallón y Arboleda pasó por Puriscal antes de internarse en el Valle Central y fundar en 1561 la aldea de Garcimuñoz ―que se supone que es la actual Santa Ana―. Durante la Colonia, el camino de mulas que a partir de 1601 se utilizó para comerciar con Panamá, también pasaba por la zona de Puriscal.
Se estima que la región comenzó a colonizarse a partir de 1815, con familias provenientes en su mayoría de los cantones actuales de Desamparados, Alajuelita, Tibás. Sus apellidos eran
Aguilar, Barboza, Chacón, Charpentier (de origen francés), Gómez, Montero, Retana, Salazar, Segura y Valverde.
Antiguamente, la región que hoy corresponde al cantón de Puriscal fue conocida como "Cola de Pavo", así denominada por dos comerciantes, Jorge y Jesús Retana, que comerciaban en este lugar cuando en él solo había pocas familias residentes.[cita requerida]
Puriscal en sus orígenes fue un lugar conocido por sus sembradíos de café.
La primera ermita se construyó en 1858, en un terreno que donó Pedro Jiménez Meléndez, durante el episcopado de Joaquín Anselmo Llorente y Lafuente, primer obispo de Costa Rica. En el año 1871 se erigió la parroquia, dedicada a Santiago Apóstol; la cual actualmente es sufragánea de la arquidiócesis de San José, de la provincia eclesiástica de Costa Rica.
El 18 de octubre de 1915, durante el gobierno del presidente Alfredo González Flores, se promulgó la ley n.º 20 sobre división territorial para efectos administrativos, que le otorgó a Puriscal el título de «villa». Posteriormente el 20 de julio de 1926, en la segunda administración del presidente Ricardo Jiménez Oreamuno se decretó la ley n.º 40, que le confirió a la villa la categoría de ciudad.
En 1886 funcionó en Santiago una escuela para niñas, en 1891 se inauguró una escuela de música financiada por vecinos del cantón. La actual escuela Darío Flores Hernández se construyó en 1900, en el segundo gobierno del presidente Rafael Iglesias Castro. En el año 1945 se instaló la Escuela Complementaria, de enseñanza secundaria, que ocupó parte de las instalaciones de la escuela Darío Flores Hernández. El 8 de febrero de 1953 se inauguró el edificio de la Escuela Complementaria, en la administración de Otilio Ulate Blanco; tres años después se comenzó a llamar Liceo de Puriscal.
El agua de la primera cañería traída por gravedad desde Mercedes Sur, fue instalada por un italiano, allá por los años de 1920 a 1923. En 1934, se construyó una nueva cañería, en el tercer gobierno del presidente Ricardo Jiménez Oreamuno.
El alumbrado público, eléctrico, se inauguró el 25 de julio de 1926, en la segunda administración de Ricardo Jiménez Oreamuno.

### Cantonato
Por la ley n.º 20 del 7 de agosto de 1868, Puriscal se erigió en cantón de la provincia de San José. En esa oportunidad no se fijaron los distritos de este nuevo cantón. Puriscal procede del cantón de Escazú.

## Geografía
Cantón de Puriscal cuenta con un área de 555,02 km² y una altitud media de 483 m s. n. m.
La longitud máxima es de cuarenta kilómetros, en dirección norte a sur, desde la confluencia del río Chucás con la quebrada La Pita hasta el río Chires, cerca del poblado del mismo nombre.

### Geología
El cantón de Puriscal está constituido geológicamente por materiales correspondientes a los períodos Cretácico, Terciario y Cuaternario, predominando en la región las rocas sedimentarias del Terciario.
Del período Cretácico se encuentran tanto rocas volcánicas como sedimentarias. Las rocas volcánicas están agrupadas bajo la denominación de Complejo de Nicoya, compuesto por grauwacas macizas y compactas de color gris oscuro, ftanitas, lutitas ftaníticas, calizas silíceas afaníticas, lavas almohadilladas, aglomerados de basalto e intrusiones de gabros, diabasas y dioritas. Este complejo se localiza al sur de la fila Rancho Largo, al oeste de los poblados Llano Grande y Alto Gloria, así como al oeste de la confluencia de los ríos Lanas y Tulín, cerca del límite con el cantón de Turrubares.
Las rocas sedimentarias del Cretácico-Paleoceno están representadas por la Formación Tulín, compuesta por basaltos serpentinizados con minerales como olivino, augita e hipersteno. Esta formación se encuentra en la zona de loma Salitrales, altos del Aguacate, márgenes del curso medio y superficie del río Lanas, las filas Rancho Largo y Cangreja, y el sector sureste del poblado de Zapatón.
Durante el período Terciario se depositaron rocas de origen sedimentario, volcánico e intrusivo. Las sedimentarias, correspondientes a las épocas Eoceno, Paleoceno y Mioceno, están compuestas por materiales indiferenciados. Las del Eoceno se localizan al sur del cantón, mientras que las del Paleoceno se encuentran en los alrededores de Llano Grande, Naranjal, Bejuco, fila Aguacate, al sur de fila Charquillos, márgenes del río Quivel y su sector oriental.
Las rocas volcánicas del Mioceno pertenecen al Grupo Aguacate, compuesto principalmente por coladas de andesita y basalto, aglomerados, brechas y tobas, y se ubican en el norte del cantón. Las rocas intrusivas de esta misma época corresponden a los intrusivos ácidos de la Cordillera de Talamanca, como dioritas cuarzosas, granodioritas, gabros y granitos, presentes en pequeños sectores al sur de los poblados de Bajo la Legua y Santa Marta.
Del período Cuaternario se encuentran rocas volcánicas y sedimentarias. Las volcánicas, correspondientes al Pleistoceno, están representadas por lahares no diferenciados, localizados entre los poblados de Llano Hermoso y Jilgueral. Las sedimentarias del Holoceno corresponden a depósitos fluviales y coluviales, presentes en pequeños sectores a lo largo de las márgenes del curso superior e inferior del río Tulín, así como en el curso inferior del río Rey.

### Geomorfología
El cantón de Puriscal presenta cuatro unidades geomórficas, denominadas forma de origen volcánico, origen tectónico y erosivo, originada por remoción en masa y de sedimentación aluvial.
La unidad de origen volcánico se divide en dos subunidades, llamadas serranía de laderas de fuerte pendiente y cerro de Turrubares. La primera subunidad se localiza en la zona comprendida por las villas de Desamparadito y San Antonio, los poblados Cacao, Piedades, Mercedes Norte, Floralia, Bocana y Llano Hermoso; está caracterizada por la facilidad de sus terrenos a originar deslizamientos; está compuesta principalmente por rocas volcánicas, aunque también hay sedimentarias, las primeras en su gran mayoría están profundamente meteorizadas, lo cual favorece los deslizamientos; su origen se debe a la erosión de las anteriores rocas. La subunidad cerros Turrubares se ubica en el sector comprendido por el poblado Alto Concepción, que es el área que drena la quebrada Azul y la confluencia de los ríos Tulín y Galán; donde los principales ríos y quebradas originan una topografía de fuertes pendientes, con interfluvios no muy anchos, menos de 100 metros, las pendientes más frecuentes son de 20°; está compuesta por rocas del tipo ígneo encontrándose lavas y otras rocas volcánicas; así como rocas intrusivas; su forma actual se debe a la erosión fluviodenudativa.
La unidad de origen tectónico y erosivo se divide en dos subunidades, como son superficie de erosión alta y fila costeña. La primera subunidad se encuentra al sur del cantón; esta superficie muestra una concordancia de alturas, lo que sugiere un período de erosión que niveló el área y posteriormente fue cortada por los ríos actuales, las partes altas muestran un relieve ondulado suave, con valles de laderas de fuerte pendiente; las cimas son en general de amplitud mediana, entre 300 y 500 metros; esta subunidad se compone de rocas sedimentarias y basaltos profundamente meteorizados, su origen se debe a la estabilidad tectónica, que permitió la erosión hasta uniformar el relieve, luego un ascenso aumentó la erosión originando los cortes de los valles. La subunidad fila Brunqueña, situada en la zona entre la confluencia de los ríos Tulín y Agua Caliente y el sector al sur del poblado Zapatón; la cual se orienta de acuerdo con la dirección estratigráfica de las rocas sedimentarias que la forman, la pendiente es fuerte con un pequeño escalón entre los 400 y 500 metros de elevación; su sistema de drenaje se aproxima al dendrítico, muy poco desarrollado, las diferencias de relieve son grandes y, entre fondo, valle y cima frecuentemente hay de 100 a 200 metros; esta subunidad se compone de rocas de las formaciones Brito y Pacacua y con algunas intrusiones las rocas son areniscas de grano medio a fino lutitas arcillosas y calizas su origen se debe al levantamiento desde el fondo oceánico, de un bloque de corteza, este bloque ascendió a lo largo de fallas, inclinándose en las últimas etapas hacia el noreste, la erosión fluvial terminó de modelar la subunidad, haciendo una selección en las rocas.
La unidad originada por remoción en masa, manifestada por el Deslizamiento de Santiago, ubicado entre la ciudad del mismo nombre y el poblado de Salitral. Este deslizamiento se mueve lentamente desde donde se localizaba el antiguo Hospital, hacia el noroeste, siguiendo la quebrada Cirrí y luego al noreste hasta llegar al río Picagres. Su longitud aproximada es de 2800 metros, con un ancho promedio de 300 metros y una pendiente de 15°. En el área urbana, se observa que su pendiente obedece a una serie de escalonamientos del terreno, los cuales son viejos saltos de grietas provocadas por el movimiento. Esta unidad se compone de rocas de origen volcánico excepto por pequeñas paleoterrazas. La meteorización ha alcanzado un alto grado y profundidad. El área donde está ubicada ciudad de Santiago, constituye una vieja cabecera de deslizamiento, las cuales fueron reactivadas por la deforestación y el desequilibrio hídrico causado en el terreno.
La unidad de Sedimentación Aluvial está representada por el abanico del río Pirrís, el cual se localiza en el curso inferior del río Rey.

## División política
Puriscal tiene 9 distritos:
1. Santiago
2. Mercedes Sur
3. Barbacoas
4. Grifo Alto
5. San Rafael
6. Candelarita
7. Desamparaditos
8. San Antonio
9. Chires

## Demografía
Para el año 2022, Cantón de Puriscal cuenta con una población estimada de 38 525 habitantes, y para el último censo efectuado, en 2011, Cantón de Puriscal contaba con una población de 33 004 habitantes.
De acuerdo al censo nacional del 2011, la población del cantón era de 33 004 habitantes, de los cuales, el 2.2 % nació en el extranjero. El mismo censo destaca que había 9787 viviendas ocupadas, de las cuales, el 64.5 % se encontraba en buen estado y había problemas de hacinamiento en el 2,2% de las viviendas. El 23,4% de sus habitantes vivían en áreas urbanas.
Entre otros datos, el nivel de alfabetismo del cantón es del 96,7%, con una escolaridad promedio de 7,9 años.
El mismo censo detalla que la población económicamente activa se distribuye de la siguiente manera:
- Sector Primario: 15,8%
- Sector Secundario: 14,4%
- Sector Terciario: 69,8%

## Flora y fauna
Puriscal presenta un clima apropiado para la producción de diversas actividades agrícolas, tiene dos estaciones claramente definidas, invierno; la cual va desde junio a noviembre y el verano que va desde diciembre y finaliza en mayo.
El tipo de bosque es montano bajo. Las especies de flora son 1000, de las cuales 44 son endémicas, siendo las más características el cocobolo, ron ron, nazareno, ajo, pochote, roble de sabana, botarrrama, cachimbo, caobilla, cedro amargo, cristóbal, cenizaro, espavel, fruta dorada, guachipelín, madero negro y mastate. 
En el cantón de Puriscal se pueden encontrar varias especies endémicas, o sea, que no se encuentran en otras partes del mundo, ya que en Puriscal se da el clima ideal para su proliferación. Un ejemplo es el Plinia puriscalensis, el cual es un árbol que se da en los alrededores de los ríos y las montañas del parque nacional La Cangreja, ubicado en el distrito de Chires, este árbol da sus frutos en el tronco (similar al fruto del cacao). Este fruto tiene forma redonda y un sabor similar a la guayaba.
En cuanto la fauna, debido al clima se presentan diversos tipos de aves y mamíferos, tales como lapas rojas (Ara macao), yigüirros (Turdus grayi) y oropéndolas (Psarocolius montezuma) en época de invierno, y mamíferos tales como pizotes (Nasua narica), tepezcuintles (Agouti paca).

### Parque nacional La Cangreja

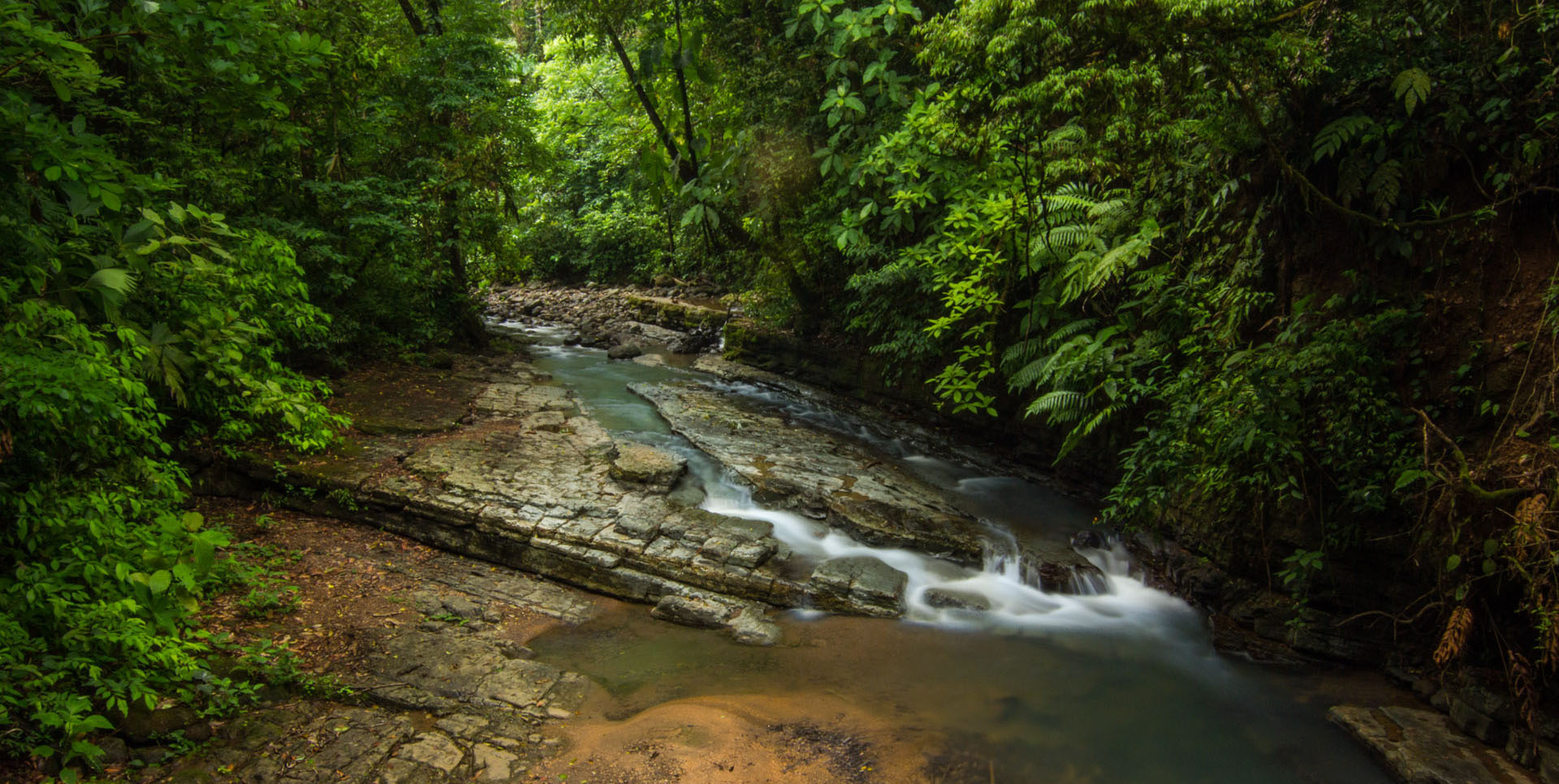
Riachuelo en parque nacional La Cangreja.

El parque nacional La Cangreja está ubicado en el sureste del cantón de Puriscal, en el distrito de Chires. El parque se localiza cerca del pueblo de Mastatal, cabecera del distrito, a 45 kilómetros sur de Santiago de Puriscal.

## Arquitectura

### Antiguo Templo Católico de Santiago de Puriscal

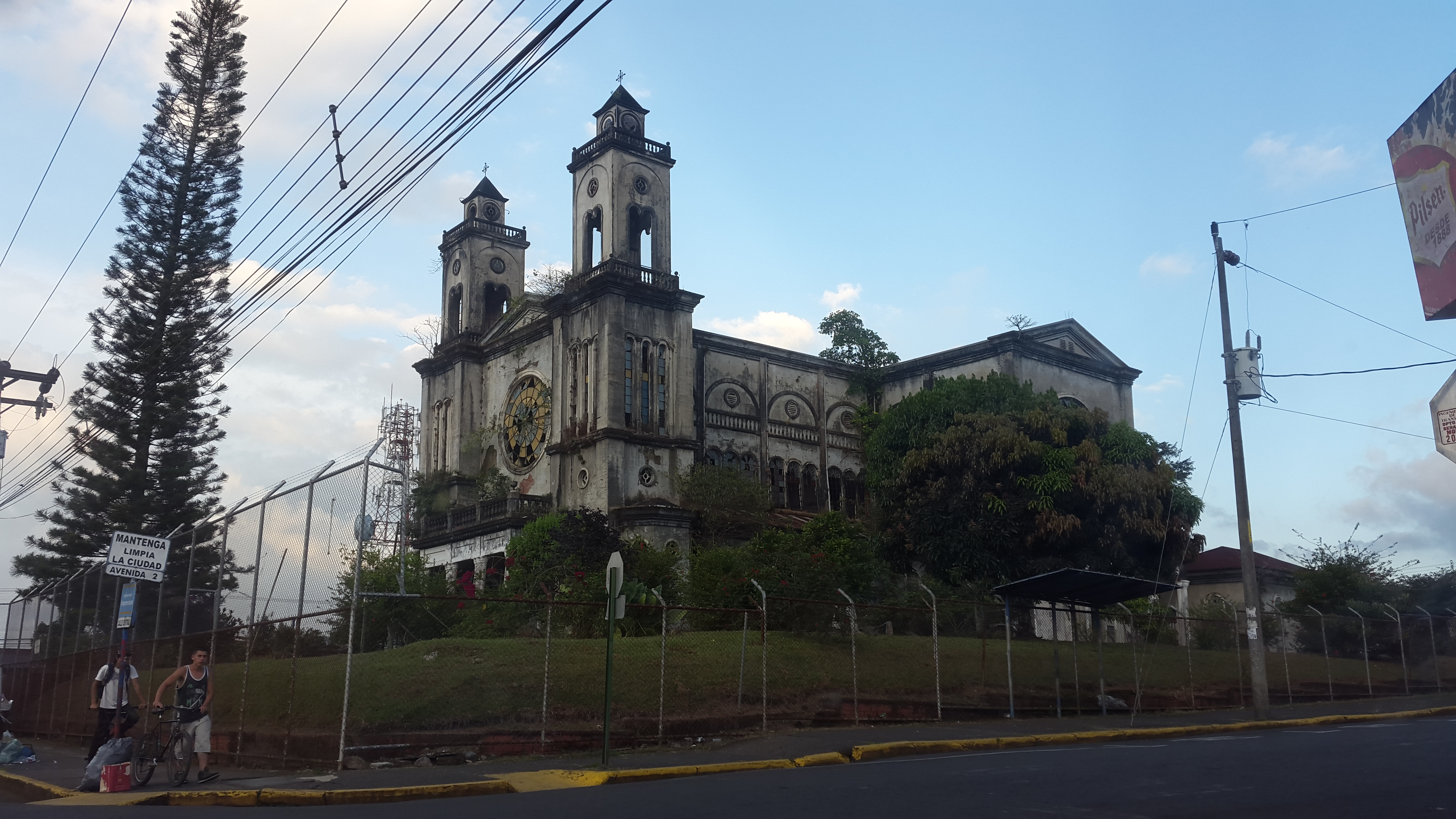
Antigua parroquia de Santiago en el cantón de Puriscal, Costa Rica.

El antiguo templo católico de Puriscal es uno de los edificios simbólicos del cantón de Puriscal. En el aspecto arquitectónico, el edificio tiene la forma de una gran cruz, donde la nave central mide 50 metros de largo y la transversal 28 de ancho. Sin embargo, la distancia de columna a columna en la nave central, es solo de 18 metros, lo que la hace reducida. La altura de las paredes hasta el techo es de 25 metros y las torres alcanzaran una altura de 35 metros. Las cerchas son de hierro y por tanto muy pesadas. El cielorraso es de cedro caoba.
Su construcción inició entre 1936 y 1937, con el objetivo de substituir otro templo en mal estado, levantado en el mismo sitio. El cura párroco era el Presbítero Recaredo Rodríguez de Guadalupe, había llegado en 1932 y estuvo hasta 1939, pero la construcción no finalizó hasta 1965, durante el servicio de los curas párrocos Rafael Vargas Vargas (entre 1939-1959) y Jorge Calvo Robles (desde 1959 y hasta la inauguración). Con el fin de reunir los fondos necesarios para la construcción, se nombró una Junta Edificadora y se pidió la ayuda de la feligresía, tomando como principal fuente de ingresos los festejos patronales y turnos.
En 1936, una vez reunido el dinero necesario, se encargó el diseño del plano al arquitecto y pintor Teodorico Quirós, y la construcción al ingeniero Jacinto Rodríguez. El maestro de obras fue Raúl Cascante. Para esos tiempos no había ningún edificio de cemento en Puriscal, pero sí había mucha madera de excelente calidad. Sin embargo, como afirmó un poblador de Puriscal, se decidió hacerlo en concreto «para que vengan a este templo las futuras generaciones». Cuando se decidió construir el templo en concreto, se pensó en que las donaciones que realizaran la mayoría de los pobladores serían en especie, las cuales requerían un proceso de industrialización, por lo que se pensó que había que procesar madera, arroz y quebrar piedra. Precisamente, la construcción del templo de Puriscal se caracterizó por las donaciones y voluntariados de los habitantes del cantón: se enviaban diariamente entre 15 y 20 personas para ayudar en la edificación, que incluyó la muerte accidental de uno de los trabajadores. Entre las donaciones más destacadas, se pueden citar las contribuciones de Juan Mora Cordero, quien donó un aserradero, un quebrador de piedra, una cepilladura de madera y una descascaradora de arroz, maquinaría que estuvo durante muchos años al servicio de los puriscaleños. Con la intención de no interrumpir las labores de la iglesia, el templo de cemento se fue construyendo alrededor de la iglesia de madera, que no fue demolida sino hasta que la construcción estuvo terminada.

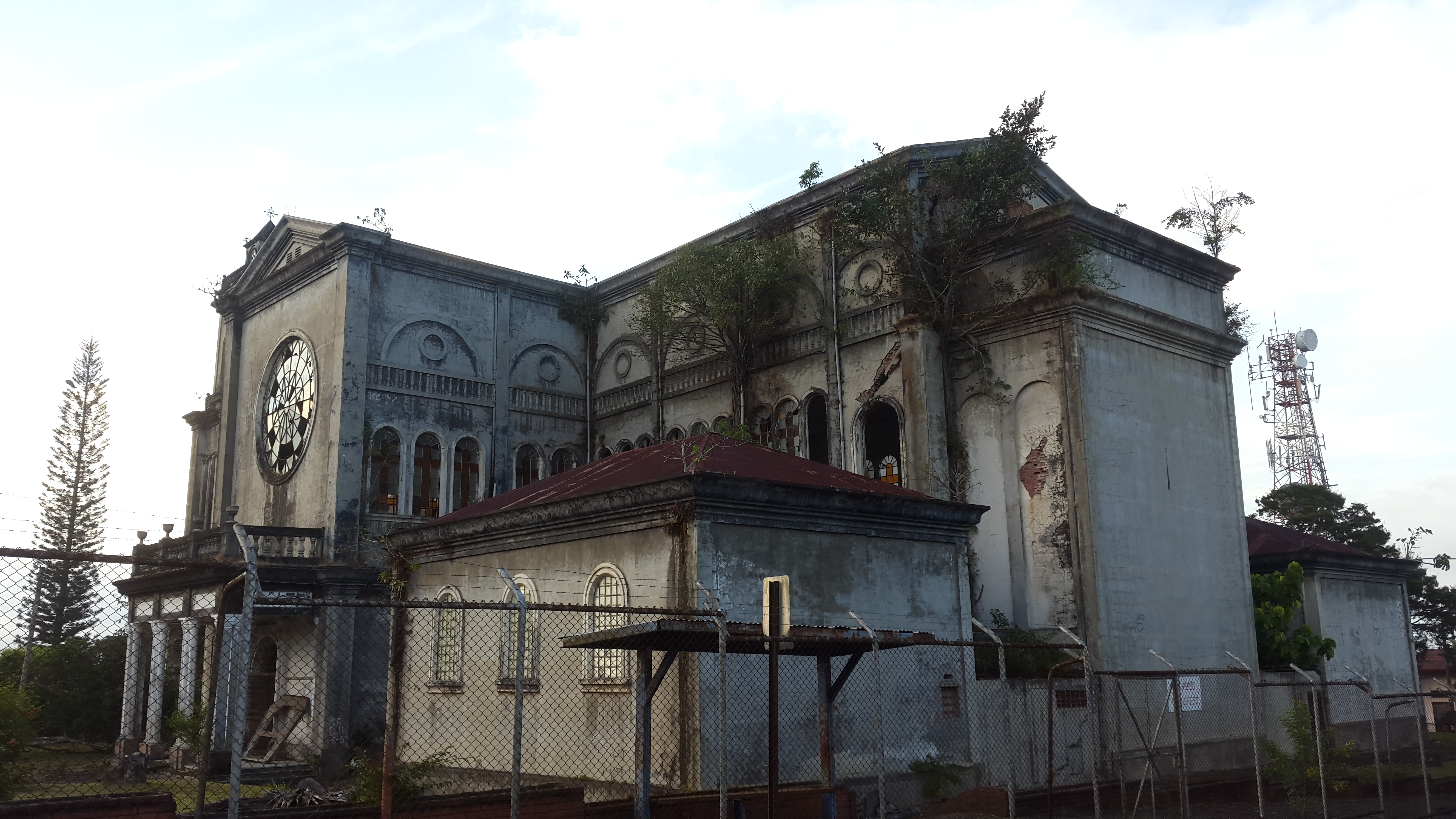
Vista del ábside del mismo templo.

Otras donaciones importantes fueron: con el dinero obtenido de un turno, se mandó a traer el altar de mármol de Italia. Lo armó Edwin Villalta. Las bancas las donaron los tabacaleros. También se logró adquirir con fondos propios la pila bautismal y las barandas, también de mármol. La empresa UTRASA, actualmente conocida como Comtrasuli, donó el púlpito de mármol. El cielorraso fue colocado en el año 1956, todo en cedro caoba, para lo cual se construyeron los andamios con un costo de 4000 colones. Parte de los ventanales fueron donados por Juan Mora Cordero. Por el año 1960 con un préstamo de Prudencio Jiménez Jiménez, fue colocado el terrazo.
El templo fue finalmente inaugurado en 1965, y fue utilizado para las actividades de la iglesia hasta su cierre en 1991. Ya desde 1955, la estructura comenzó a presentar grietas, pero el mayor daño lo ocasionaron los terremotos que azotaron la región en 1990, que ocasionaron que el edificio se declara inhabitable y se recomendara su demolición. Fue así como en 2009, y tras 19 años de haber sido declarada inhabitable, el Ministerio de Salud de Costa Rica decretó la demolición de la iglesia vieja de Puriscal, lo que activó la iniciativa de diversos grupos de la comunidad para organizarse y restaurar la edificación, hasta que en agosto del 2012, el templo fue declarado como Patrimonio histórico arquitectónico de Costa Rica, lo cual impide la demolición del inmueble.